# Rosa stylosa
Rosa stylosa es una especie de planta del género Rosa, de la familia Rosaceae.

## Taxonomía
Rosa stylosa fue descrita por Desv. en 1809.

## Distribución
Se encuentra en el territorio de Europa y el noroeste de África.